# رایلی، اسکس
longitudeرایلی، اسکسlatitudeرایلی، اسکس
رایلی، اسکس (به انگلیسی: Rayleigh, Essex) یک منطقهٔ مسکونی در انگلستان است که در شرق انگلستان واقع شده‌است.

## نگارخانه

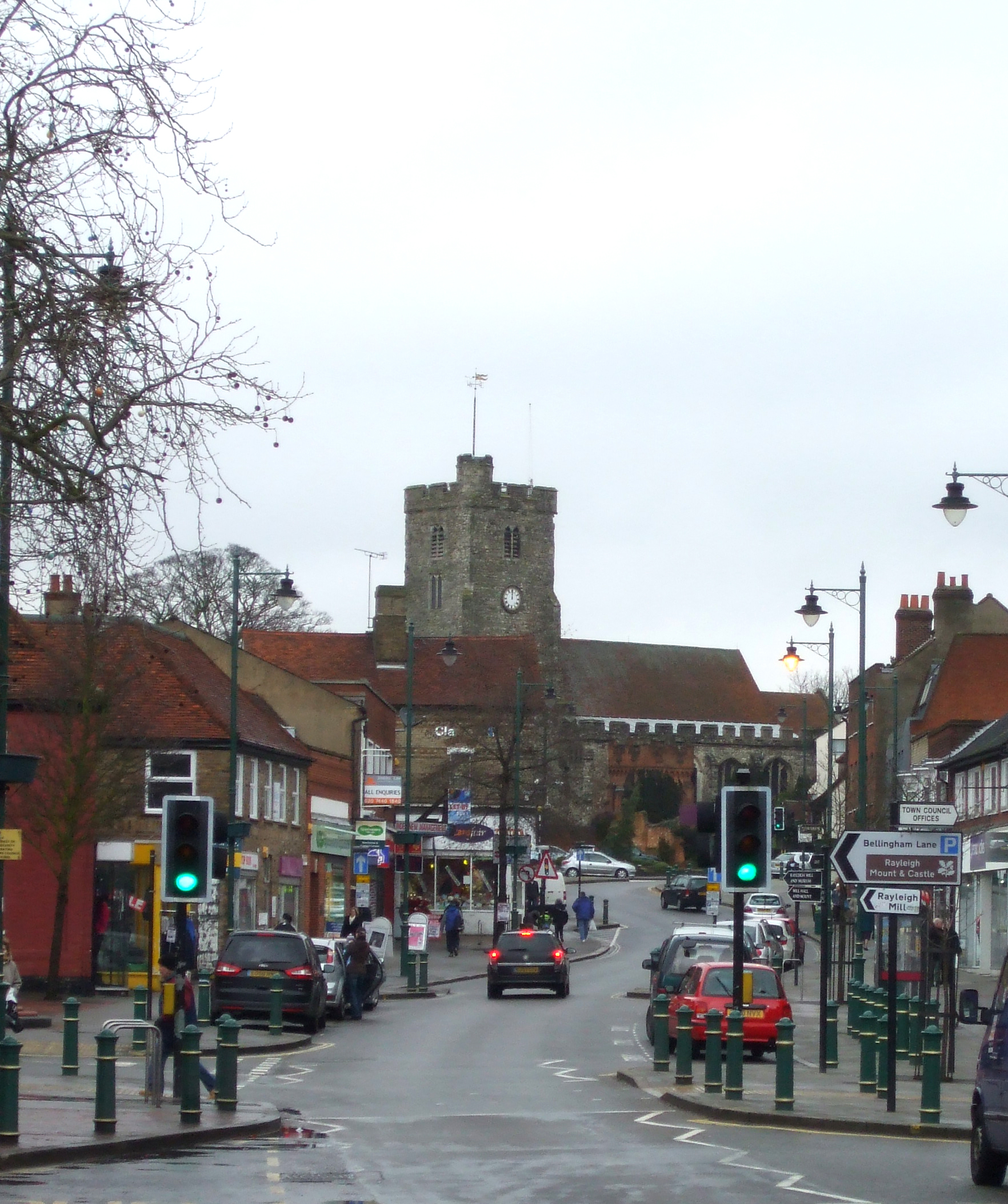
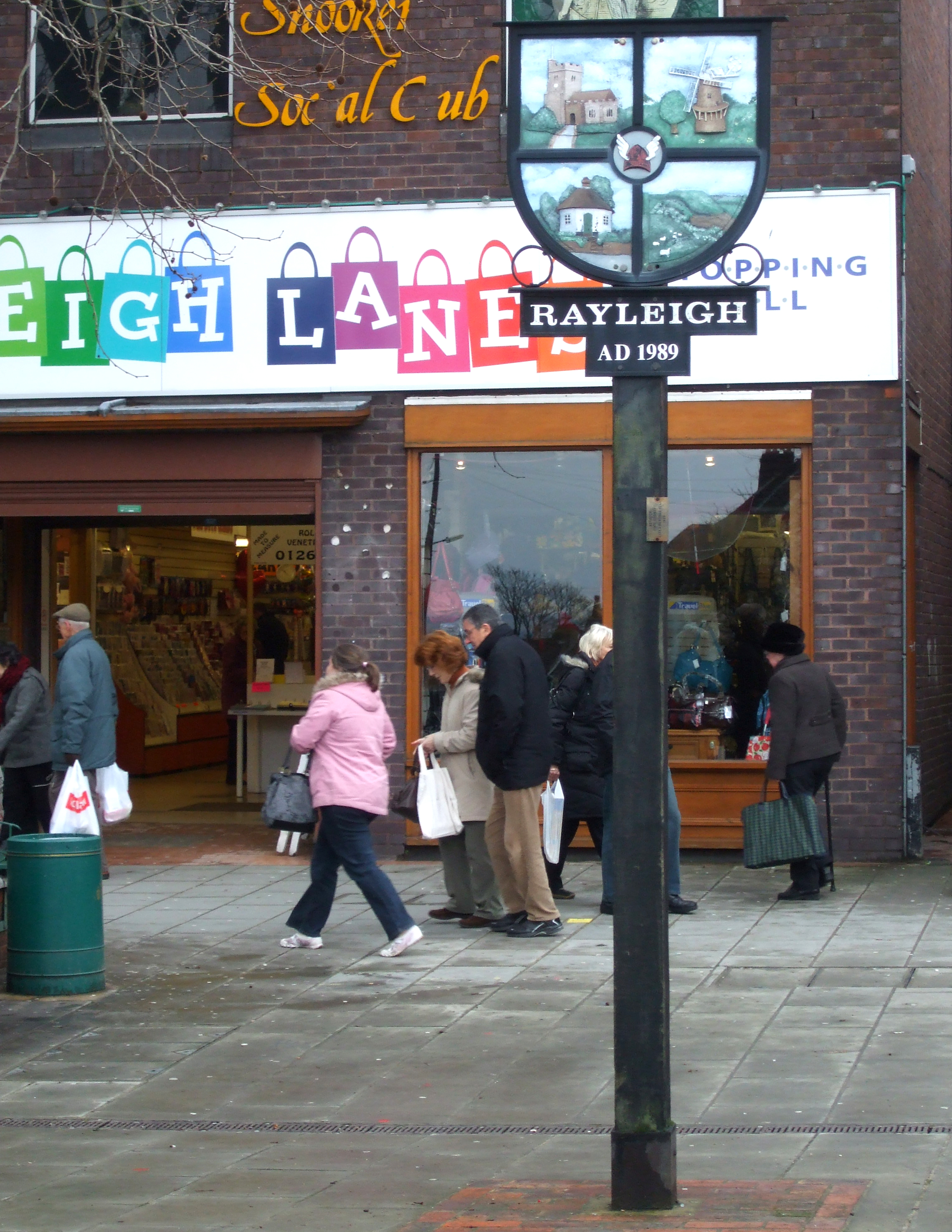
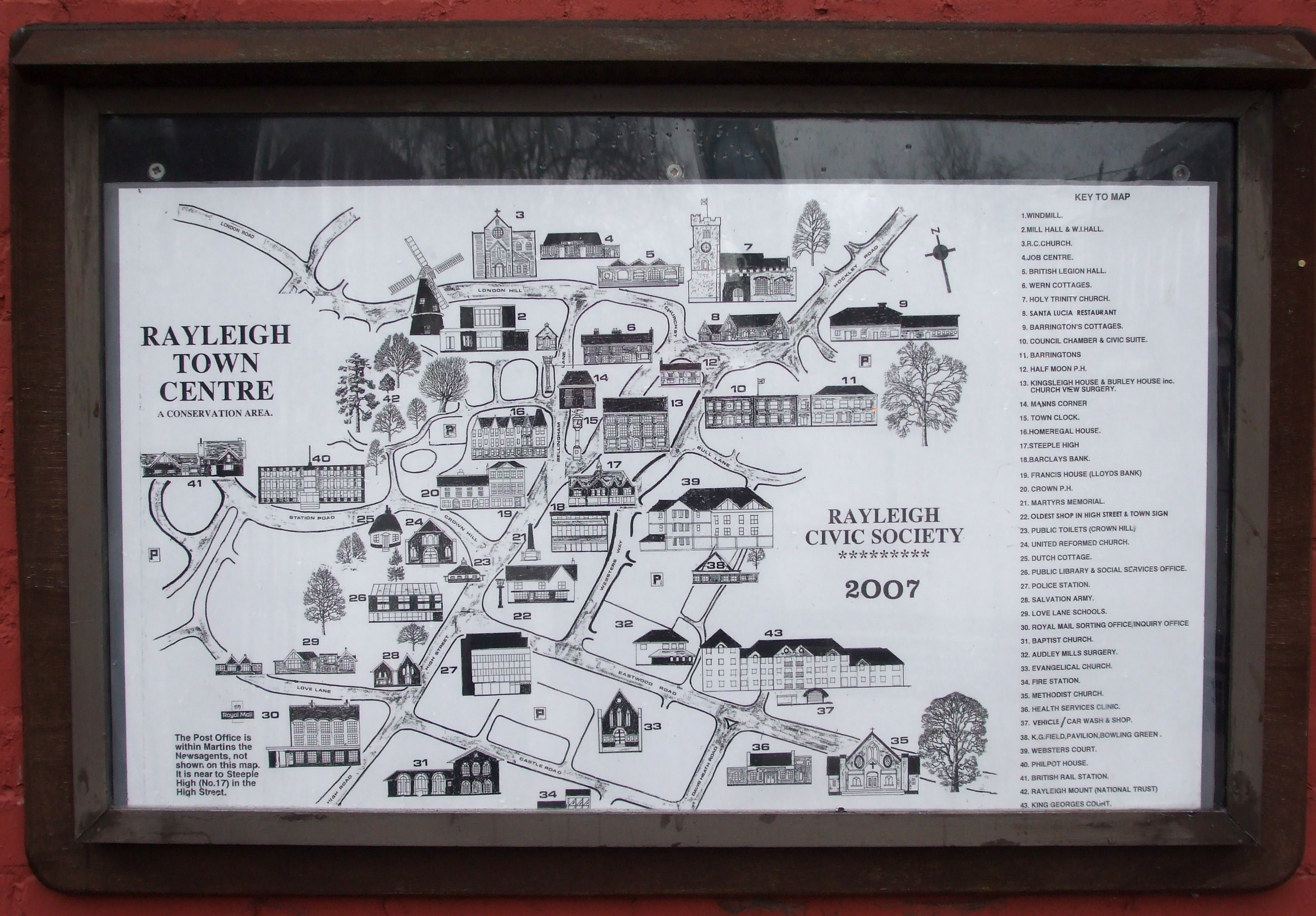
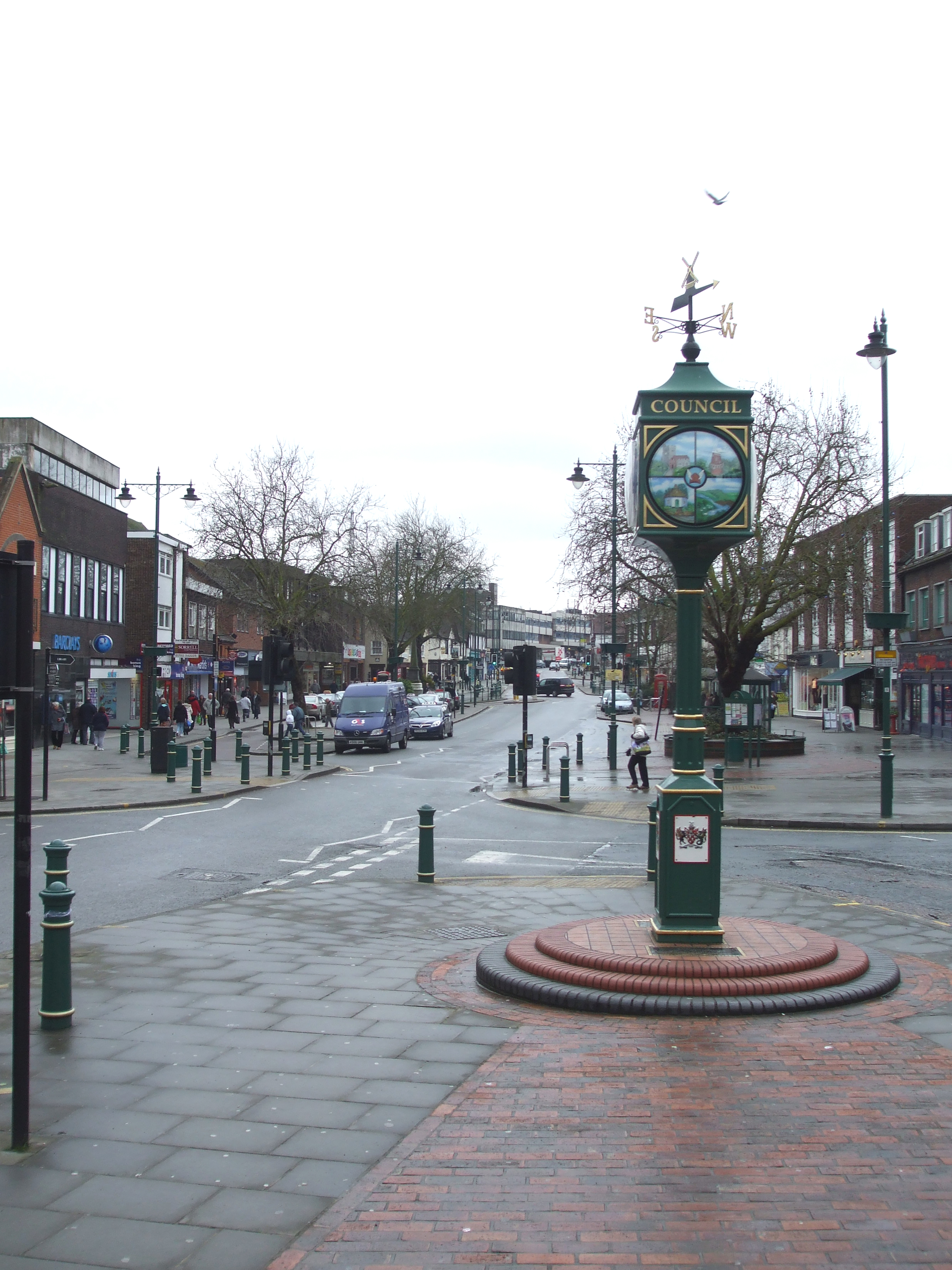
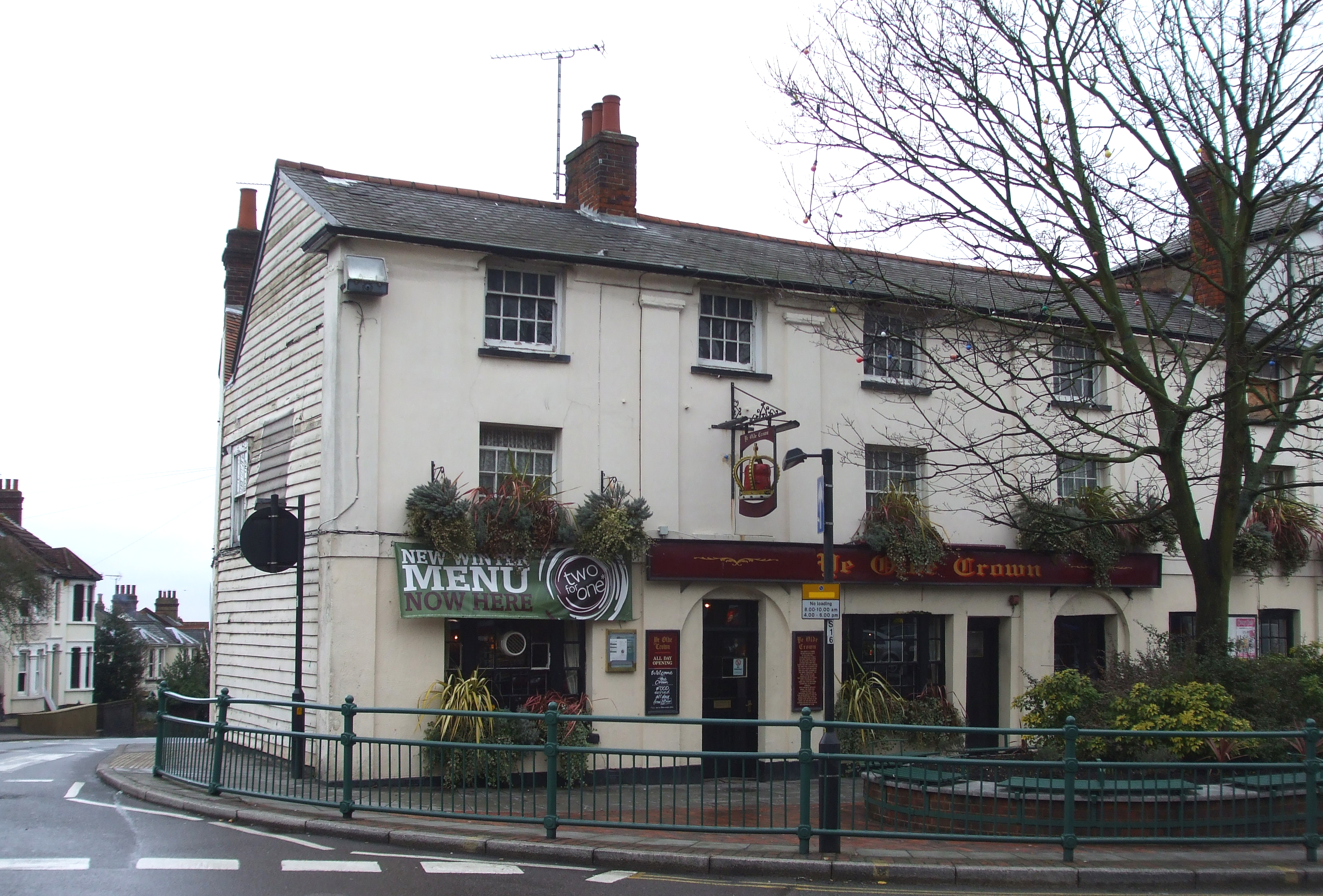
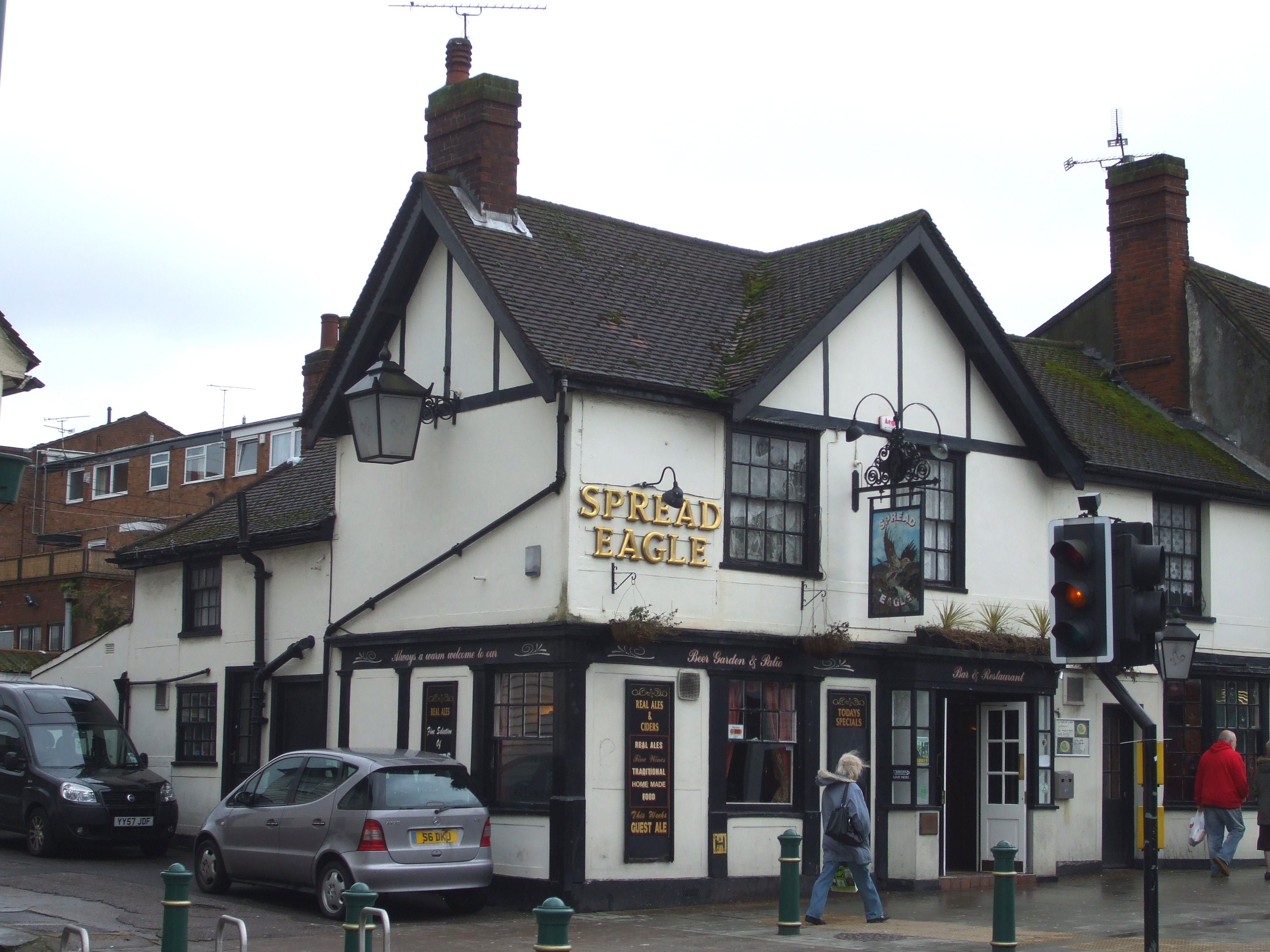
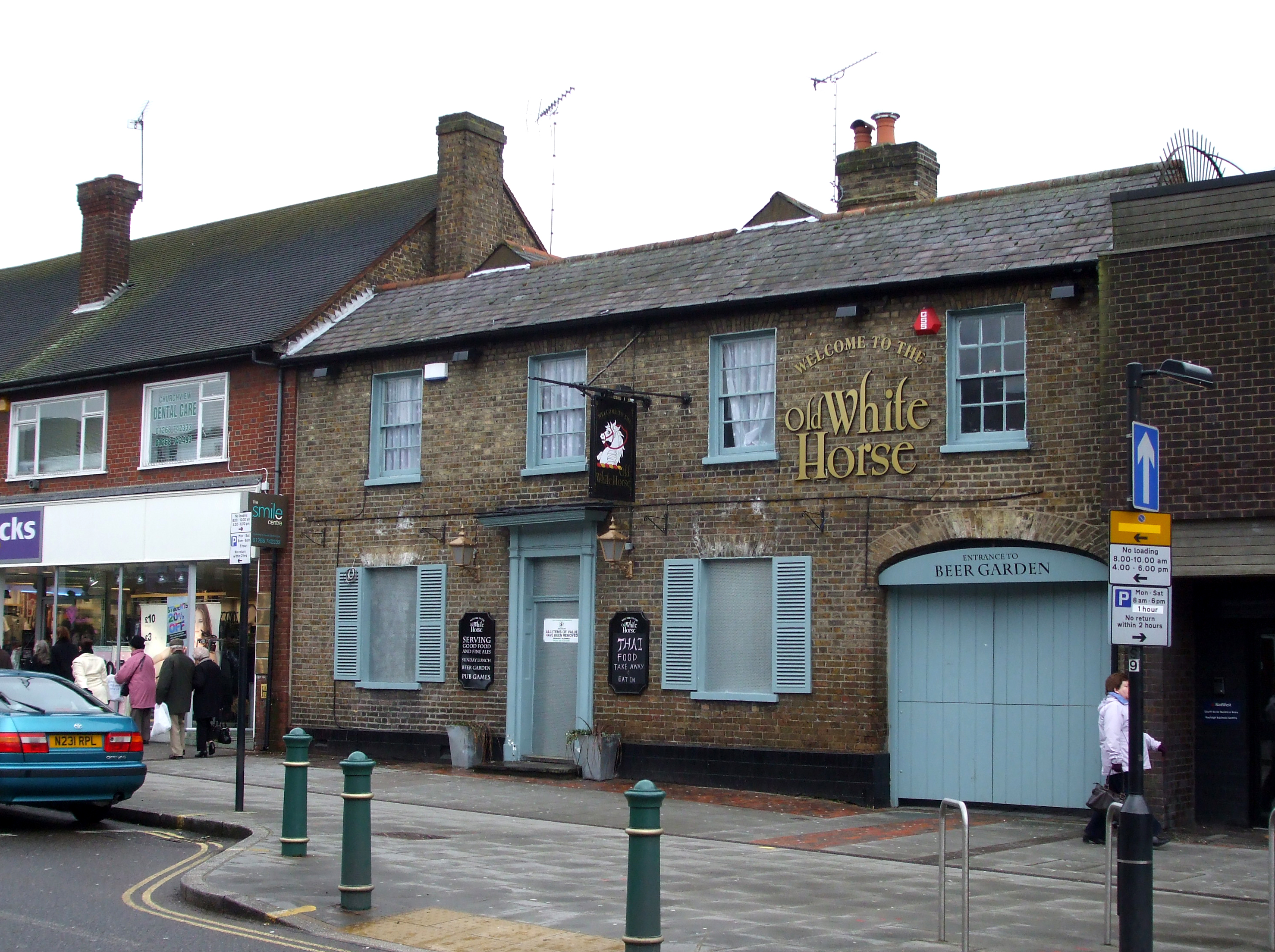

## خصوصیات
رایلی ۳۰٬۱۹۶ نفر جمعیت دارد.